# Saint-Pierre-les-Étieux
Saint-Pierre-les-Étieux é uma comuna francesa na região administrativa do Centro, no departamento Cher. Estende-se por uma área de 27,11 km². Em 2010 a comuna tinha 744 habitantes (densidade: 27,4 hab./km²).